# Goodhue (Minnesota)
Goodhue es una ciudad ubicada en el condado de Goodhue en el estado estadounidense de Minnesota. En el Censo de 2010 tenía una población de 1176 habitantes y una densidad poblacional de 480,99 personas por km².

## Geografía
Goodhue se encuentra ubicada en las coordenadas 44°24′2″N 92°37′32″O / 44.40056, -92.62556. Según la Oficina del Censo de los Estados Unidos, Goodhue tiene una superficie total de 2.44 km², de la cual 2.44 km² corresponden a tierra firme y (0%) 0 km² es agua.

## Demografía
Según el censo de 2010, había 1176 personas residiendo en Goodhue. La densidad de población era de 480,99 hab./km². De los 1176 habitantes, Goodhue estaba compuesto por el 89.88% blancos, el 0.34% eran afroamericanos, el 0.85% eran amerindios, el 0.17% eran asiáticos, el 0% eran isleños del Pacífico, el 7.74% eran de otras razas y el 1.02% pertenecían a dos o más razas. Del total de la población el 12.84% eran hispanos o latinos de cualquier raza.